# Adipuro (Kaliangkrik)
Adipuro is een bestuurslaag in het regentschap Magelang van de provincie Midden-Java, Indonesië. Adipuro telt 2695 inwoners (volkstelling 2010).